# Wierchnieje Gribcowo
Wierchnieje Gribcowo (ros. Верхнее Грибцово) – wieś w Rosji, w rejonie wielikoustidzkim obwodu wołogodzkiego. W 2010 r. liczyła 11 mieszkańców.